# Majed Moqed
Majed Mashaan Gh. Moqed (arabisk: ماجد مشعان موقد, (18. juni 1977 – 11. september 2001) var en af de fem mænd, der nævnes af FBI som flykaprere af American Airlines Flight 77 i terrorangrebet den 11. september 2001.
Moqed var jurastuderende fra den lille by Annakhil, i Saudi-Arabien. I 1999 blev han rekrutteret til Al-Qaeda sammen med vennen Satam al-Suqami.